# Eva-Maria Kieninger
Eva-Maria Kieninger (* 1964) ist eine deutsche Rechtswissenschaftlerin und Hochschullehrerin an der Julius-Maximilians-Universität Würzburg.

## Leben
Kieninger studierte von 1983 bis zu ihrem Ersten Juristischen Staatsexamen 1989 Rechtswissenschaften an der Universität Passau. Nach dem anschließenden Referendariat und dem 1992 abgelegten Zweiten Staatsexamen arbeitete sie als wissenschaftliche Assistentin von Jürgen Basedow an der Universität Augsburg. Kieninger promovierte unter dessen Betreuung 1995 zur Dr. iur. und begleitete ihn nach seinem Wechsel an die Freie Universität Berlin als Assistentin. Von 1997 bis 1998 war sie als wissenschaftliche Referentin am Max-Planck-Institut für ausländisches und internationales Privatrecht in Hamburg tätig. Im Juli 2001 habilitierte sie an der Universität Hamburg nach einem Habilitationsstipendium der DFG und erhielt die Venia legendi für die Fächer Bürgerliches Recht, Handels- und Gesellschaftsrecht, Rechtsvergleichung und Internationales Privat- und Prozessrecht.
Seit 2001 hat sie unter Ablehnung eines Rufes der Universität Jena den ordentlichen Lehrstuhl für Deutsches und Europäisches Privatrecht sowie Internationales Privatrecht an der Universität Würzburg inne. Von 2014 bis 2016 war sie Dekanin der Juristischen Fakultät der Universität Würzburg, von 2011 bis 2015 zudem Mitglied des Universitätsrats der Universität Passau. 2018 wurde sie zum ordentlichen Mitglied der Bayerischen Akademie der Wissenschaften gewählt.

## Auszeichnungen und Mitgliedschaften
- Seit 2020 Ordentliches Mitglied der Academia Europaea[2]
- Seit 2018 Ordentliches Mitglied der Bayerischen Akademie der Wissenschaften[3]
- 2013 bis 2017 und seit 2022 Mitglied des Rats der Deutschen Gesellschaft für Internationales Recht[4]
- 2017–2023 Stellvertretende Vorsitzende der Deutschen Gesellschaft für Internationales Recht
- 2019–2022 Mitbegründerin der European Association of Private International Law (EAPIL); Member of Scientific Council[5]
- Seit 2022 Mitglied, Auswahlkomitee zur Vergabe von Forschungspreisen, Alexander-von-Humboldt-Stiftung[6]
- Seit 2009 Mitglied, International Academy of Comparative Law (Académie Internationale de Droit Comparé, AIDC/IACL)[7]
- Seit 2006 Mitglied der International Academy of Commercial and Consumer Law[8]
- Seit 2003 Mitglied des Deutschen Rates für Internationales Privatrecht[9]
- 1999–2001 Habilitationsstipendium der Deutschen Forschungsgemeinschaft (DFG)

## Veröffentlichungen (Auswahl)
Kieningers Forschungsschwerpunkte liegen im internationalen Privat- und Verfahrensrecht, der Rechtsvergleichung und dem Europäischen Privatrecht. Zuletzt befasste sie sich intensiv mit Haftungsfragen im Zusammenhang mit Lieferketten und dem Klimawandel.
Herausgeberschaften
- Seit 2012 Mitherausgeberin des European Property Law Journal (EPLJ) ISSN 2190-8273
- Seit 2007 Mitherausgeberin der Zeitschrift für Europäisches Privatrecht (ZEuP)[10] ISSN 0943-3929
- Seit 2015 Mitherausgeberin der Zeitschrift für die gesamte Privatrechtswissenschaft (ZfPW) ISSN 2363-4960

Weitere Veröffentlichungen
- Mobiliarsicherheiten im Europäischen Binnenmarkt – Zum Einfluß der Warenverkehrsfreiheit auf das nationale und internationale Sachenrecht der Mitgliedstaaten. Nomos, Baden-Baden 1996, ISBN 978-3-7890-4430-4 (Dissertation).
- Wettbewerb der Privatrechtsordnungen im Europäischen Binnenmarkt – Studien zur Privatrechtskoordinierung in der Europäischen Union auf den Gebieten des Gesellschafts- und Vertragsrechts. Mohr Siebeck, Tübingen 2002, ISBN 978-3-16-147799-7 (Habilitationsschrift).